# Léopold Hugo
Léopold Hugo (francès: Joseph Léopold Sigisbert Hugo)  (Nancy, 15 de novembre de 1773 - 10è districte de París, 29 de gener de 1828) va ser un oficial francès de la Revolució i l'Imperi, general, nomenat comte per Joseph Bonaparte, també conegut per ser el pare de l'escriptor Victor Hugo.

## Joventut
Fill d'un antic ajudant de l'exèrcit reial, Joseph Léopold Hugo va tenir quatre germans lluitant als exèrcits de la República. Es va allistar als catorze anys com a simple soldat, i va ser nomenat oficial l'any 1790. Va passar per la sèrie de guerres de la Revolució Francesa de la manera més brillant i va destacar especialment al Rin, a la Vendée durant les massacres de Nantes, i al Danubi. El 1791 es va unir a l'exèrcit del Rin. Ferit prop de Magúncia, va ser assignat a l'oest de França com a comandant de batalló per lluitar contra els insurgents a Vendée i Bretanya. L'abril de 1794, va presenciar la Massacre de castell d'Aux. El 1796 va conèixer Sophie Trébuchet a Châteaubriant i s'hi va casar el 15 de novembre de 1797 a París. D'aquesta parella va néixer Abel Hugo el 15 de novembre de 1798 a París, Eugène Hugo el 16 de setembre de 1800 a Nancy i Victor Hugo el 26 de febrer de 1802 a Besançon. El 10 d'octubre de 1796 va escortar i conduir Claude Javogues al seu afusellament.
Entre les seves gestes d'armes: a Vihiers (Maine-et-Loire), amb només 50 homes, va detenir de 3 a 4.000 Vendéans. A la batalla de Caldiero va veure l'exèrcit rebutjat a punt de tornar a creuar l'Adige. Comandant de batalló senzill, va donar una baioneta al poble de Caldiero, que s'hi va mantenir durant quatre hores malgrat els esforços de l'enemic, i va donar temps als francesos per reprendre l'ofensiva i guanyar. Va estar guarnit durant un temps a París a finals de 1796. Durant els anys 1800 a 1802, va estar guarnit a Besançon amb el 20è regiment d'infanteria de línia. Va ser allà el 26 de febrer de 1802 on va néixer Victor Hugo. Amb motiu de la signatura del Tractat de Lunéville, Joseph Léopold va conèixer Joseph Bonaparte, a qui també podria haver conegut a la lògia del Grand Orient de France a Marsella.

## Coronel aleshores general de l'Imperi
Després va ser traslladat a Marsella i després a Bastia. Després va entrar al servei de Josep Bonaparte, aleshores rei de Nàpols. El país estava infestat de bandes de resistents que tots obeïen al terrible Fra Diavolo, líder dels lladres i líder dels insurgents de la regió del Laci, que escampaven el terror al camp i fins i tot a les ciutats. Hugo va desintegrar les bandes una darrere l'altra, s'apodera de Fra Diavolo i el va fer jutjar, condemnar i executar en dues hores, el 10 de novembre de 1806. Com a recompensa, el rei Josep el va nomenar coronel el 28 de febrer de 1808, mariscal de palau i cap militar de la província d'Avellino.

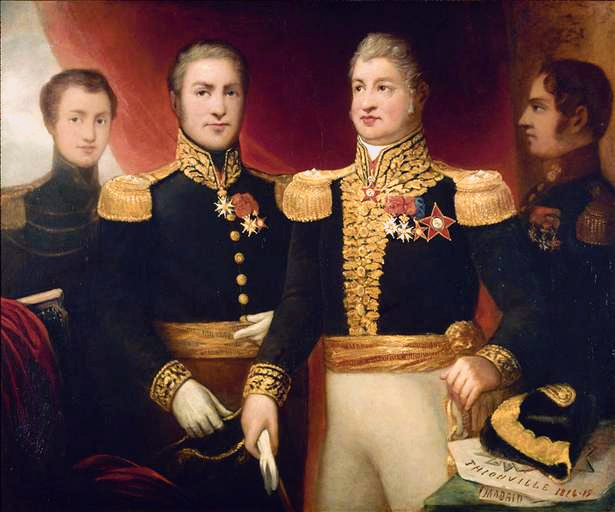
El general Léopold Hugo amb dos dels seus germans i el seu fill Abel (Julie Hugo (París, 1797; París, 1869), entre 1820 i 1860, Maison de Victor Hugo).

Hugo aviat va seguir Josep a Espanya i va tornar a prestar-hi serveis notables, on va ser nomenat coronel del regiment Royal-Étranger, un regiment espanyol format per estrangers. Nomenat general i governador de les províncies centrals, Àvila, Segòvia, Sòria, després Guadalajara, etc., va fer guerra durant tres anys contra el famós Juan Martín Díez (Empecinado), el va derrotar en trenta-dos enfrontaments i així va aconseguir lliurar tot el curs del Tajo de les “guerrilleres” que la van infestar, i restablir les comunicacions entre els diferents cossos de l'exèrcit francès. El nombre de combois que va capturar als revoltats durant els anys 1809, 1810 i 1811 es va estimar en un valor de 30 milions de reals.
En les seves Memòries, el general Léopold Hugo afirma que l'any 1810, després d'haver sentit a parlar del risc d'un atac contra l'emperador Napoleó I entre Mondragó i Vergara en el moment en què un rumor anunciava el seu retorn a Espanya, va encarregar al seu germà Louis-Joseph d'anar a Napoleó per avisar-lo. Ha de prendre aquesta iniciativa en absència del rei Josep aleshores a Andalusia, i del general Bélliard que es troba a Castella. Els avisa a tots dos per correu. Segons Leopold, Lluís, en no veure ningú pel camí dels Pirineus, va empènyer el seu viatge a París i va anar a les Tulleries.
Leopold hauria estat nomenat comte Hugo de Cogolludo y Sigüenza o Cifuentes pel rei Josep durant la campanya d'Espanya. Tanmateix, aquest fet segueix sent incert.
Va prendre Àvila el 15 de gener de 1809, que va fortificar i que va servir de punt de suport al mariscal Soult. Va ser nomenat general de brigada el 20 d'agost de 1809. El 1810 va ser nomenat inspector general de l'exèrcit, i va ser nomenat comandant de la Reial Orde d'Espanya. Després d'haver "pacificat" la província de Guadalajara, que governava amb les ciutats d'Àvila i Segòvia, va obtenir el 27 de setembre el títol de comte de Sigüenza, autèntic títol espanyol. Alexandre Dumas a les seves memòries informa que el coronel Hugo, tan bon punt va arribar a Madrid, va ser nomenat general de brigada, governador del curs del Tajo, primer majordom i primer ajudant del campament del rei, gran d'Espanya, comte de Cogolludo i marquès, de Cifuentes i de Sigüenza. El 1812 va ser nomenat comandant de la plaça de Madrid, i va manar la rereguarda quan, poc després, els francesos van haver d'evacuar aquella ciutat. En aquesta desastrosa retirada, va salvar diversos milers de francesos, i potser el mateix rei, aturant els anglesos prop d'Alagria (Lloc indeterminat).

## Final de la vida

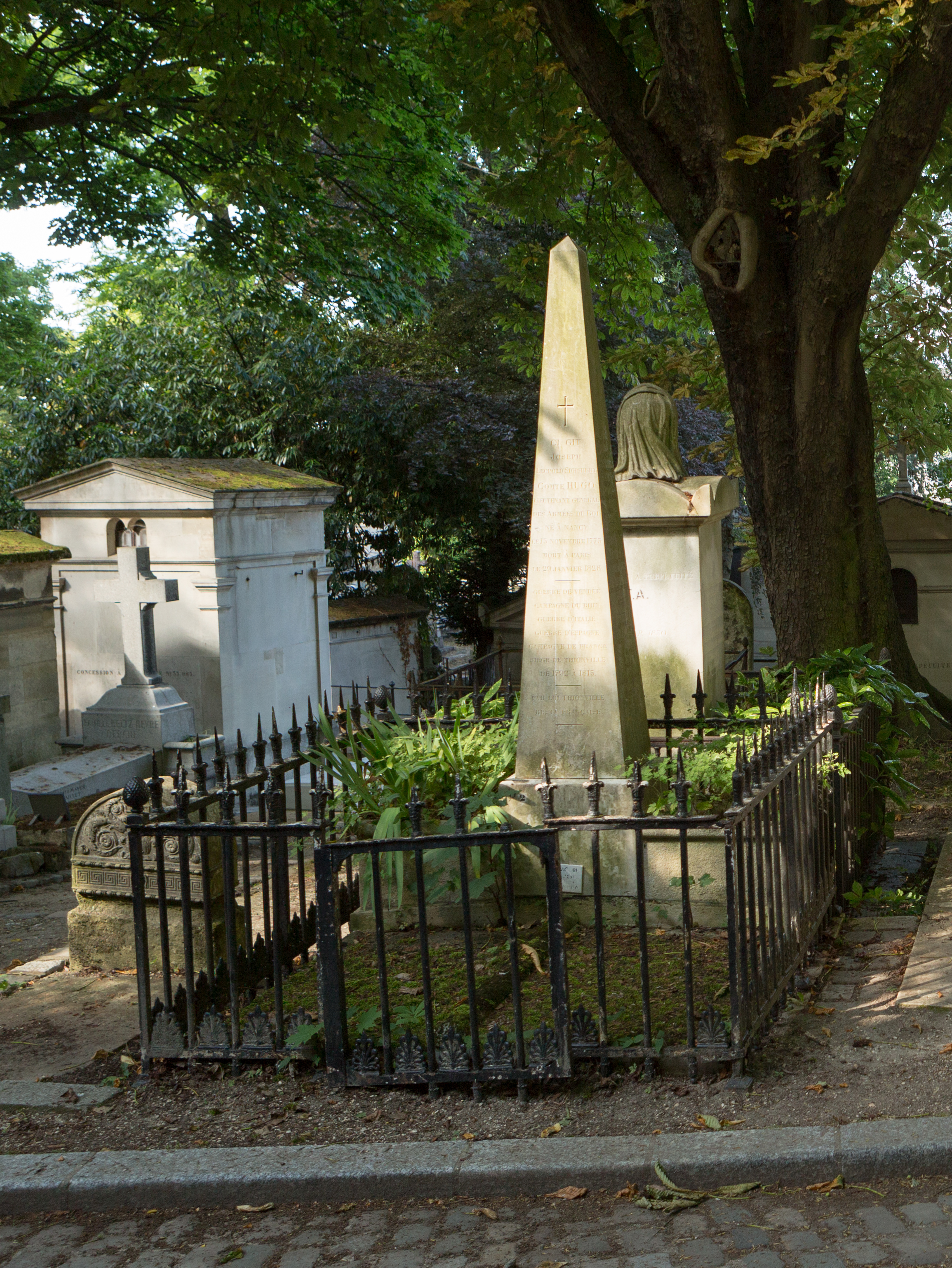
Tomba de Joseph Léopold Sigisbert, comte Hugo (cementiri Père-Lachaise, divisió 27)

Després de la retirada d'Espanya i la batalla de Vitòria el 21 de juny de 1813, va ser degradat per ordre de Napoleó com tots els oficials. Va ser amb el grau de major que va rebre l'encàrrec de defensar Thionville el 9 de gener de 1814. Va resistir els aliats durant noranta-vuit dies sense rendir-se, abans de reunir-se amb la guarnició a Lluís XVIII el 14 d'abril (Napoleó va abdicar l'11 d'abril). Amb mitja paga a partir de setembre de 1814, va rebre, tanmateix, la creu de Saint-Louis, després va ser nomenat oficial de la Legió d'Honor el 14 de febrer de 1815. El 31 de març de 1815 va ser novament destinat a la defensa de Thionville on, amb una guarnició feble i municions insuficients, va mantenir durant 88 dies un bloqueig molt estricte, que va acabar amb la caiguda de Napoleó. Durant els Cent Dies, va ser novament ell qui va defensar Thionville contra els Aliats que volien desmantellar-la i recuperar el seu equipament. Retirat per l'ordenança de 1824, es va retirar a Blois al que avui és el 65, rue du Foix. El general Hugo va morir a París 10 (antic), afectat per una apoplexia devastadora el 29 de gener de 1828, als 54 anys. Deixa diversos fills, sobretot Victor Hugo. Està enterrat al cementiri de Père-Lachaise (divisió 27)8.

## Reconeixements
- Quan els noms de Boulanger van ser assignats a la caserna, la caserna de Saint-Jean, rue de Bregille a Besançon, va passar a anomenar-se caserna Hugo; avui només queda un edifici.

El nom del general Hugo no va ser seleccionat per aparèixer a l'Arc de Triomf, malgrat les nombroses intervencions del seu fill Víctor amb el Ministeri de la Guerra.

## Publicacions
Va escriure diverses obres que va publicar amb el pseudònim de Genti. Tenim d'ell:
- Mémoires sur les moyens de suppléer à la traite des nègres par des individus libres, etc (Memòries sobre els mitjans de complementar el tràfic d'esclaus amb individus lliures, etc.), Blois, 1818;
- Journal historique du blocus de Thionville en 1815, et des sièges de cette ville, Sierck et Rodemack en 1815, (Diari històric del bloqueig de Thionville el 1815, i dels setges d'aquesta ciutat, Sierck i Rodemack el 1815), Blois 1819;
- Mémoires du général Hugo,, París 1820.

També va publicar un treball sobre la Defensa dels combois, reimprès diverses vegades, així com alguns altres escrits.